# Mike Matheson
Michael Wallace „Mike“ Matheson (* 27. Februar 1994 in Pointe-Claire, Québec) ist ein kanadischer Eishockeyspieler, der seit Juli 2022 bei den Canadiens de Montréal in der National Hockey League unter Vertrag steht. Zuvor verbrachte der Verteidiger fünf Jahre in der Organisation der Florida Panthers und lief zwei Jahre für die Pittsburgh Penguins auf. Mit der kanadischen Nationalmannschaft gewann er bei der Weltmeisterschaft 2016 die Goldmedaille. Er ist mit Emily Matheson (geb. Pfalzer) verheiratet, die ebenfalls Eishockeyspielerin ist.

## Karriere
Matheson spielte während seiner Juniorenzeit zwischen 2009 und 2011 für die Lac St-Louis Lions in den unteren Juniorenklassen der Provinz Québec. Zur Saison 2011/12 schloss sich der Abwehrspieler den Dubuque Fighting Saints aus der United States Hockey League an. Diesen blieb er ein Jahr treu, wurde am Saisonende als punktbester Verteidiger der Liga ins All-Star-Team gewählt und im NHL Entry Draft 2012 in der ersten Runde an 23. Stelle von den Florida Panthers aus der National Hockey League ausgewählt.
Der Verteidiger schrieb sich daraufhin im Sommer 2012 am Boston College ein, um dort ein Studium zu verfolgen. Parallel lief er daher für die folgenden drei Spielzeiten für deren Eishockeyprogramm in der Hockey East, einer Division der National Collegiate Athletic Association auf. Während dieser Zeit wurde Matheson in zahlreiche All-Star-Teams der Hockey East und NCAA berufen. Vor seinem vierten und letzten Collegejahr, das er in der Folge nicht antrat, unterschrieb der Kanadier schließlich im April 2015 einen Vertrag bei den Florida Panthers. Diese setzten ihn im Verlauf der restlichen Spielzeit 2014/15 bei ihrem Farmteam, den San Antonio Rampage, in der American Hockey League ein. In der Saison 2015/16 stand Matheson im Kader des neuen AHL-Kooperationspartners, den Portland Pirates. Aufgrund von Verletzungsproblemen im Hauptkader der Panthers feierte der Defensivakteur im Februar 2016 schließlich sein NHL-Debüt und kam bis zum Ende der regulären Saison in insgesamt drei Spielen zum Einsatz. Weitere Verletzungen seiner Mitspieler verhalfen ihm im Verlauf der Play-offs zu fünf weiteren Einsätzen.
Im Oktober 2017 unterzeichnete Matheson einen neuen Vertrag in Florida, der ihm – beginnend mit der Saison 2018/19 – in den folgenden acht Jahren ein durchschnittliches Jahresgehalt von 4,875 Millionen US-Dollar einbringen soll. Diesen erfüllte er jedoch nicht in Florida, da ihn die Panthers im September 2020 samt Colton Sceviour an die Pittsburgh Penguins abgaben und im Gegenzug Patric Hörnqvist erhielten.
In Pittsburgh verbrachte Matheson zwei Spielzeiten, bevor er im Juli 2022 samt einem Viertrunden-Wahlrecht im NHL Entry Draft 2023 an die Canadiens de Montréal abgegeben wurde. Dafür wechselten Jeff Petry und Ryan Poehling nach Pittsburgh. In Montréal verzeichnete er in der Saison 2023/24 mit 62 Punkten aus 82 Partien seine bisher mit Abstand beste Saisonstatistik. Zudem markierte dies den höchsten Wert eines Verteidigers der Canadiens seit der Spielzeit 2008/09 (Andrei Markow; 64 Punkte).

### International
Matheson spielte im Juniorenbereich sowohl bei der World U-17 Hockey Challenge 2011 und dem Ivan Hlinka Memorial Tournament 2011 vor. Während er in den Reihen des Teams Canada Québec bei der World U-17 Hockey Challenge den vierten Platz belegte, gewann er mit dem gesamtkanadischen Team beim Ivan Hlinka Memorial Tournament die Goldmedaille.
Im Seniorenbereich nahm Matheson mit gerade einmal der Erfahrung aus acht NHL-Spielen an der Weltmeisterschaft 2016 teil, wo ihm der internationale Durchbruch gelang. Am Ende des Wettbewerbs hatte der Verteidiger in zehn Turnierspielen sechs Scorerpunkte – darunter zwei Tore – gesammelt und den Weltmeistertitel gefeiert. Darüber hinaus wurde Matheson zum besten Verteidiger des Turniers gewählt und ins All-Star-Team berufen. Im Jahr darauf gewann Matheson bei der Weltmeisterschaft 2017 die Silbermedaille mit dem Team. Erneut spielte er bei den Welttitelkämpfen 2025.

## Erfolge und Auszeichnungen
- 2012 USHL All-Rookie Team
- 2013 Hockey East All-Rookie Team
- 2014 Hockey East First All-Star Team
- 2014 NCAA East Second All-American Team

### International
| - 2011 Goldmedaille beim Ivan Hlinka Memorial Tournament - 2016 Goldmedaille bei der Weltmeisterschaft - 2016 Bester Verteidiger der Weltmeisterschaft | - 2016 All-Star-Team der Weltmeisterschaft - 2017 Silbermedaille bei der Weltmeisterschaft |

## Karrierestatistik
Stand: Ende der Saison 2024/25

### International
Vertrat Kanada bei:
| - World U-17 Hockey Challenge 2011 - Ivan Hlinka Memorial Tournament 2011 - Weltmeisterschaft 2016 | - Weltmeisterschaft 2017 - Weltmeisterschaft 2025 |

(Legende zur Spielerstatistik: Sp oder GP = absolvierte Spiele; T oder G = erzielte Tore; V oder A = erzielte Assists; Pkt oder Pts = erzielte Scorerpunkte; SM oder PIM = erhaltene Strafminuten; +/− = Plus/Minus-Bilanz; PP = erzielte Überzahltore; SH = erzielte Unterzahltore; GW = erzielte Siegtore; 1 Play-downs/Relegation; Kursiv: Statistik nicht vollständig)